# دانشگاه دیترویت مرسی
دانشگاه دیترویت مرسی (انگلیسی: University of Detroit Mercy) یک دانشگاه خصوصی مختلط کلیسای کاتولیک در دیترویت، میشیگان در ایالات متحده آمریکا می‌باشد.

## نگارخانه

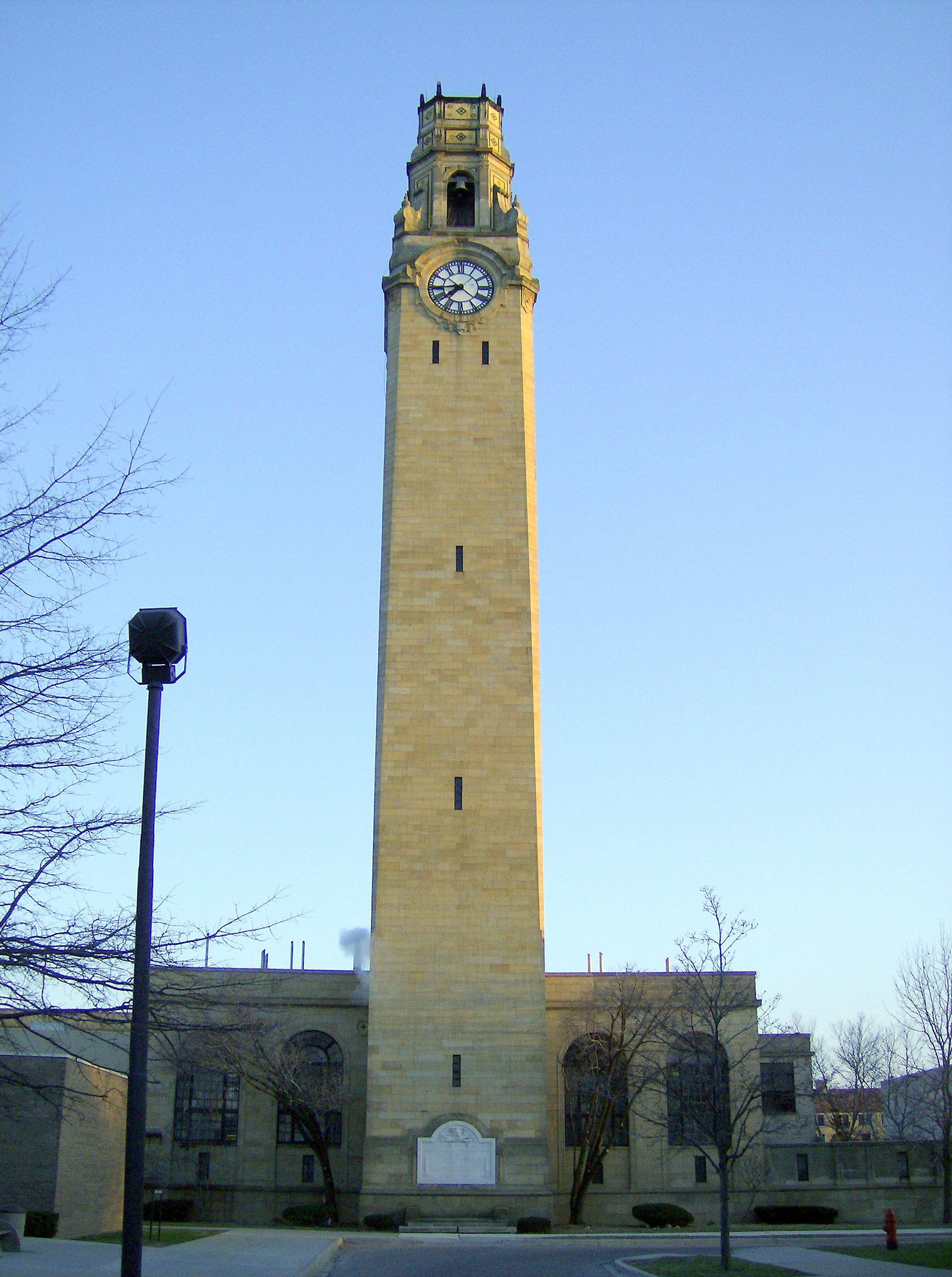
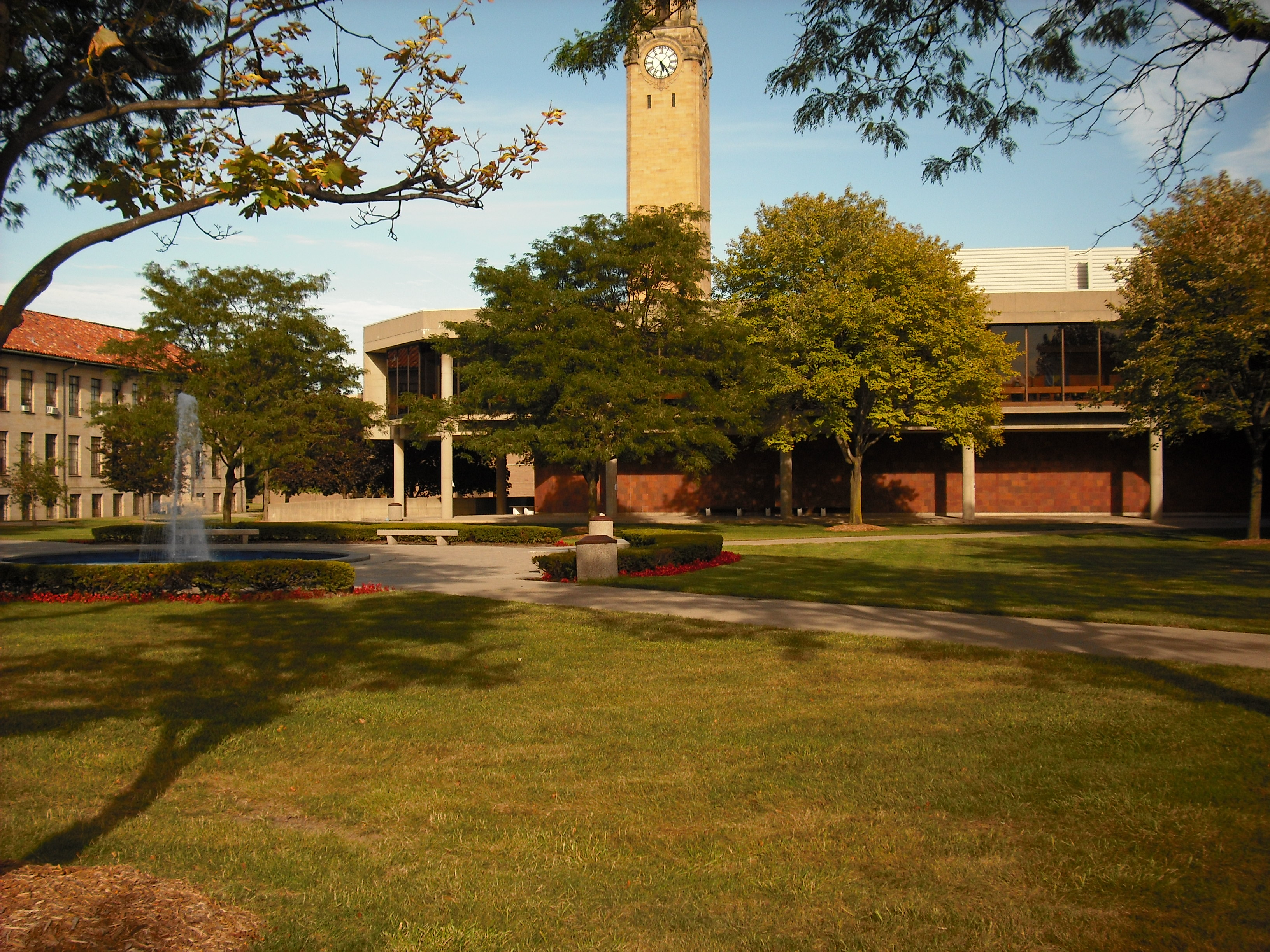
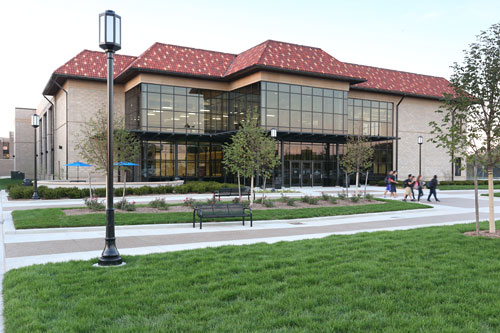
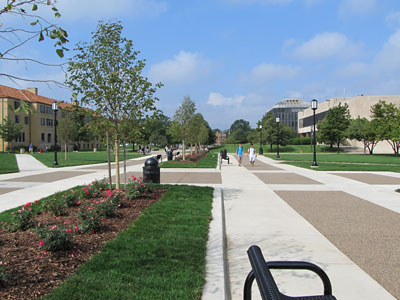
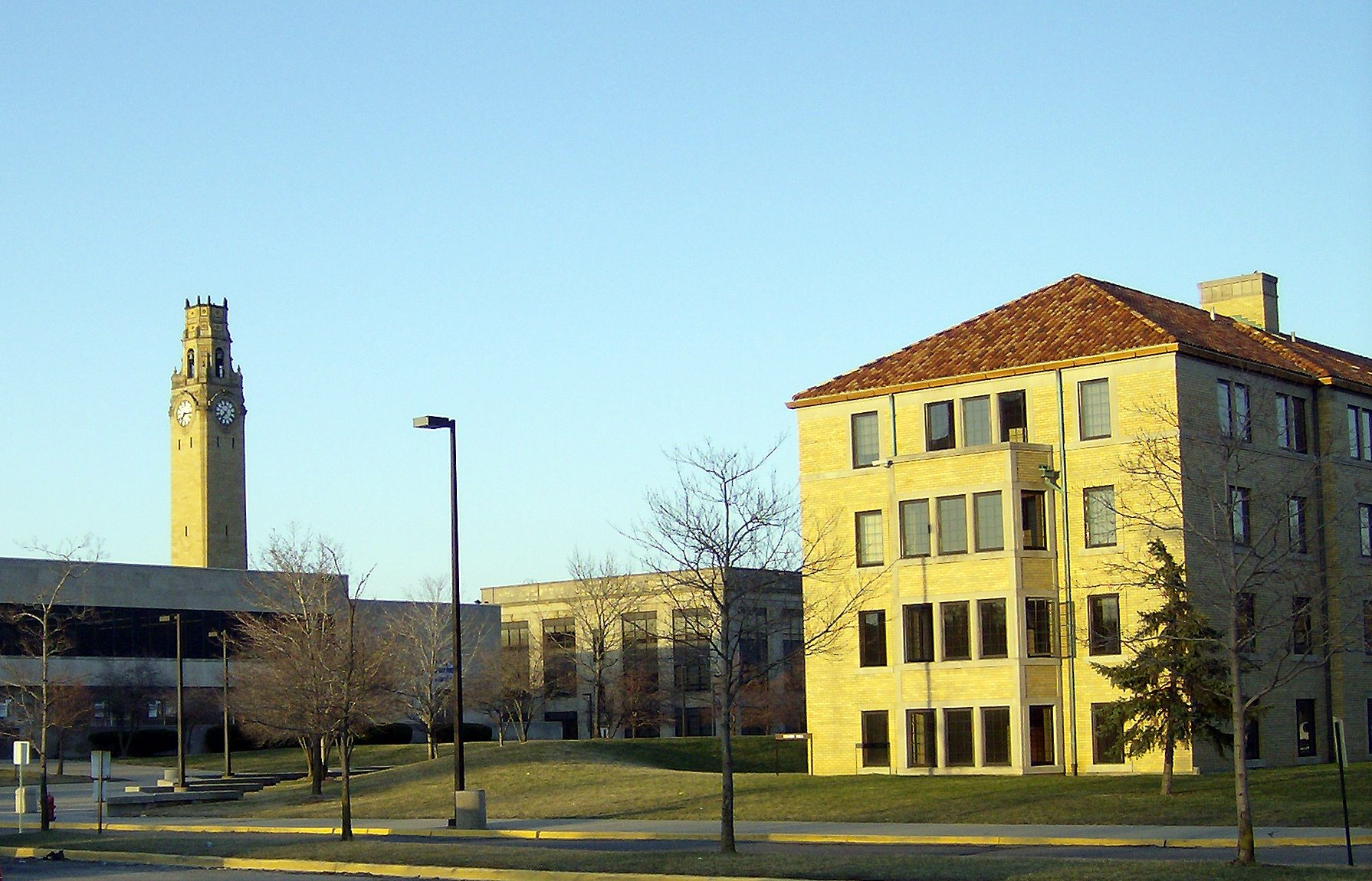
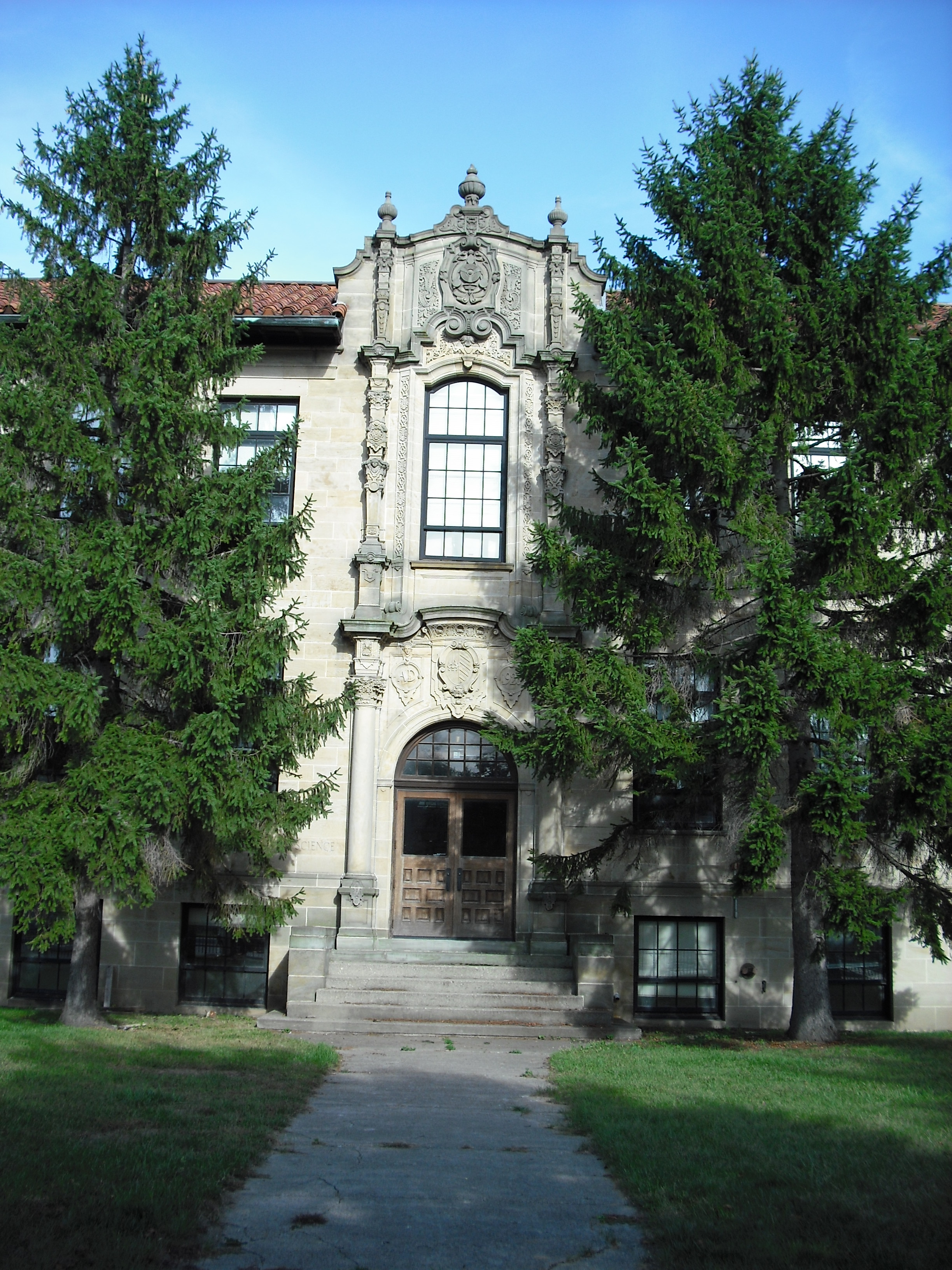
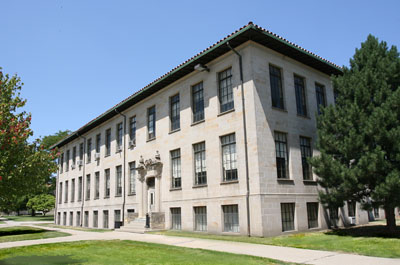
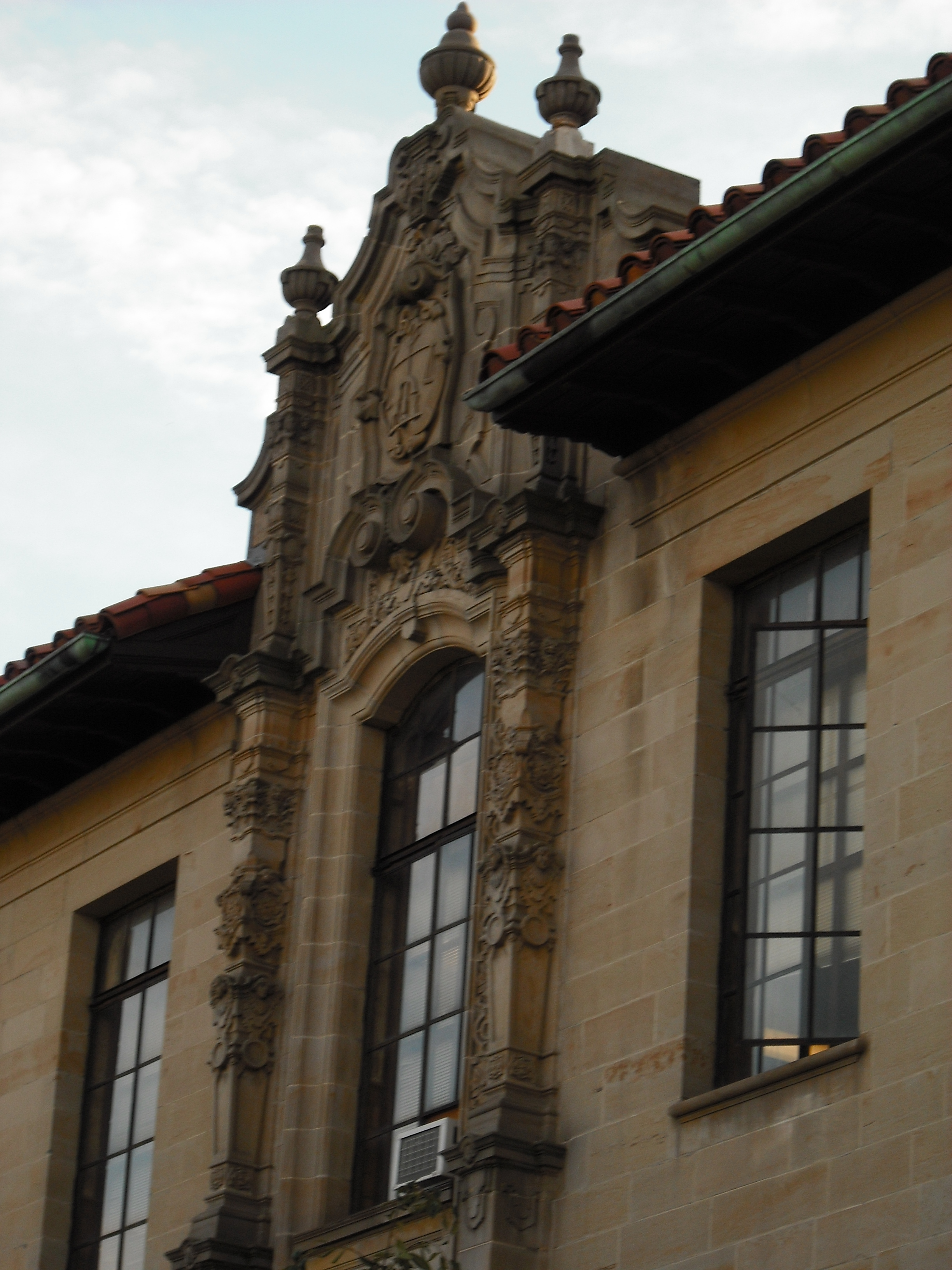
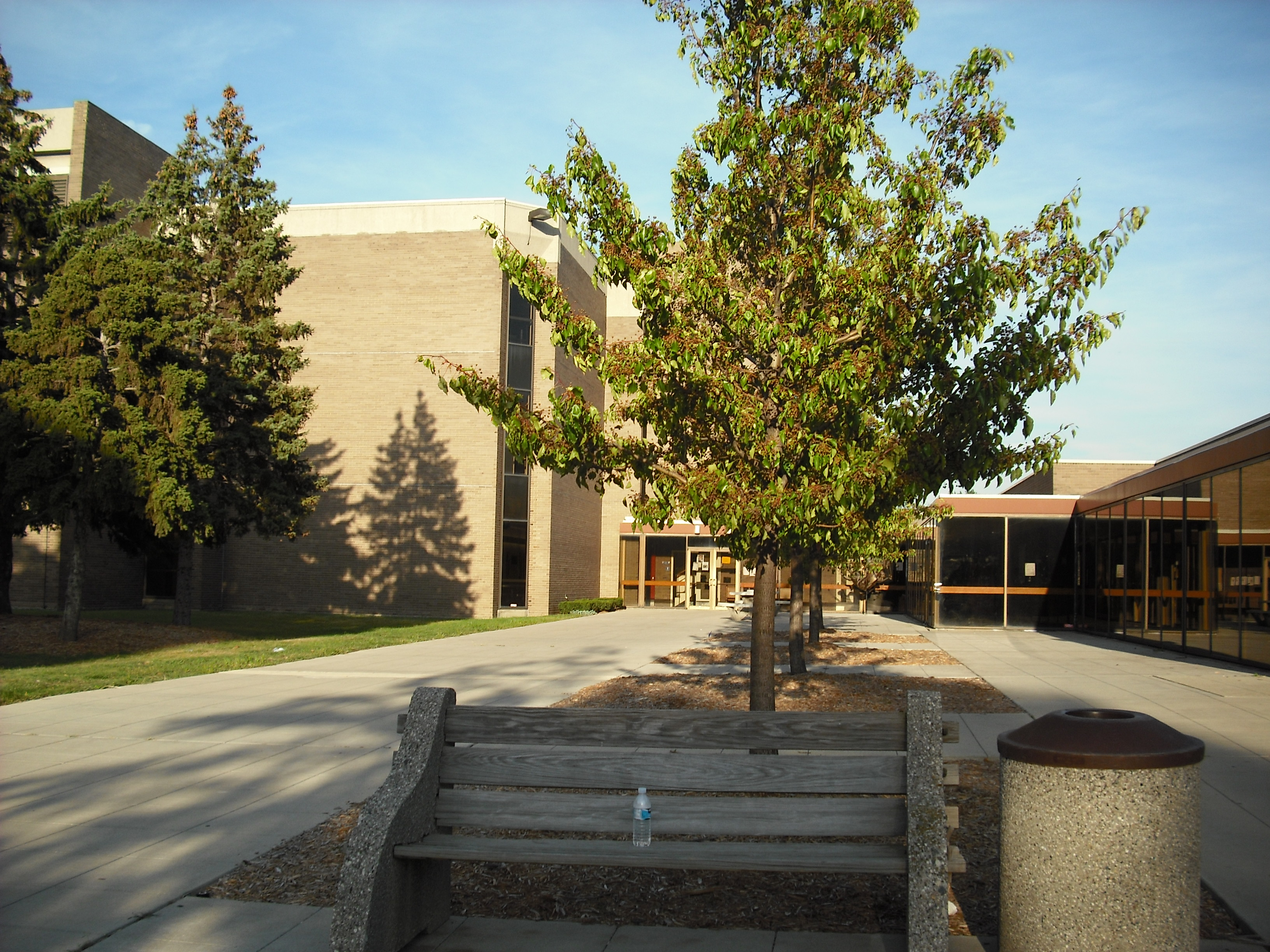
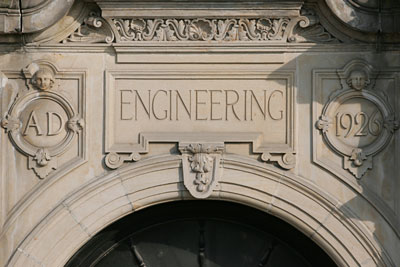
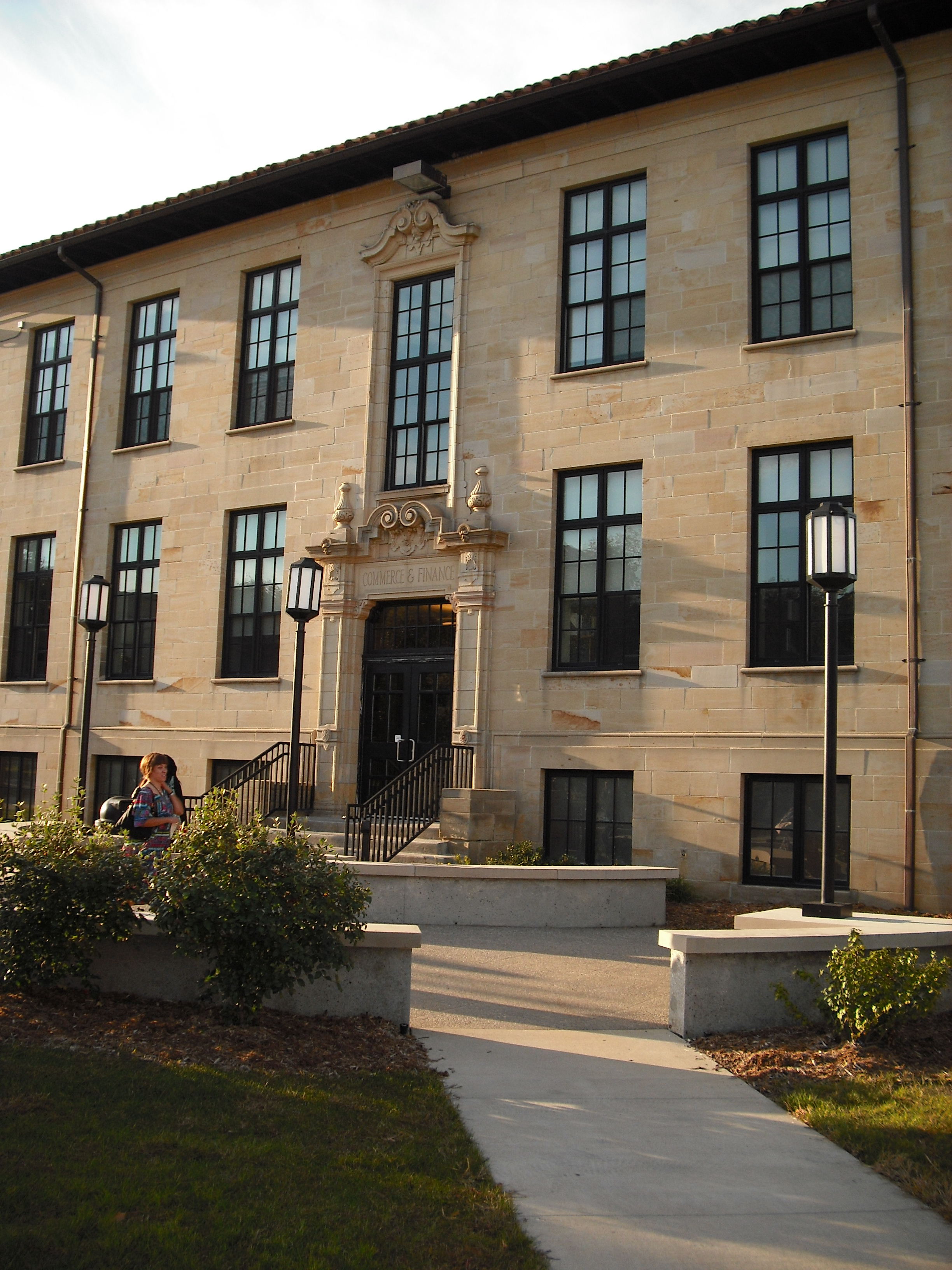
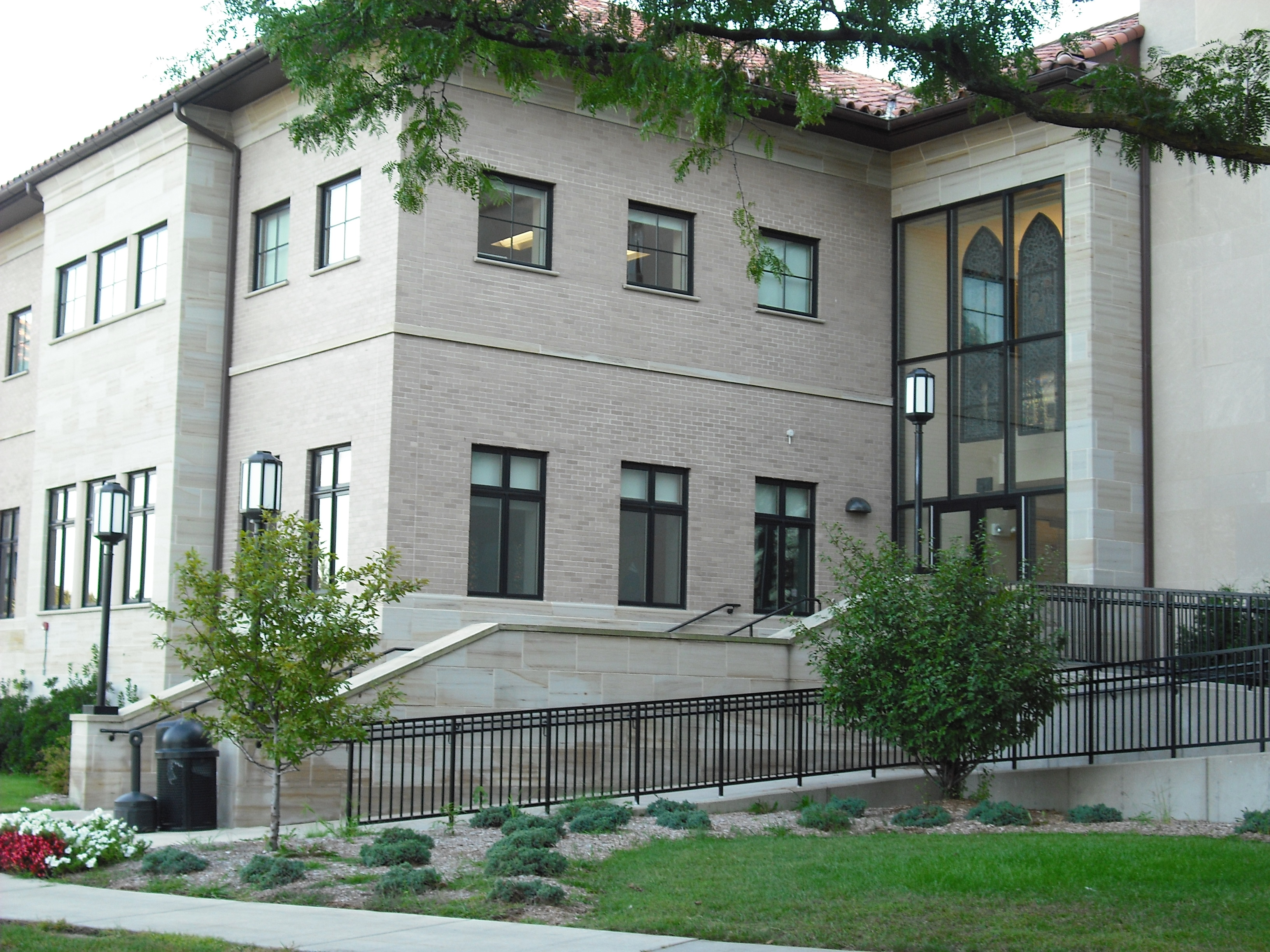
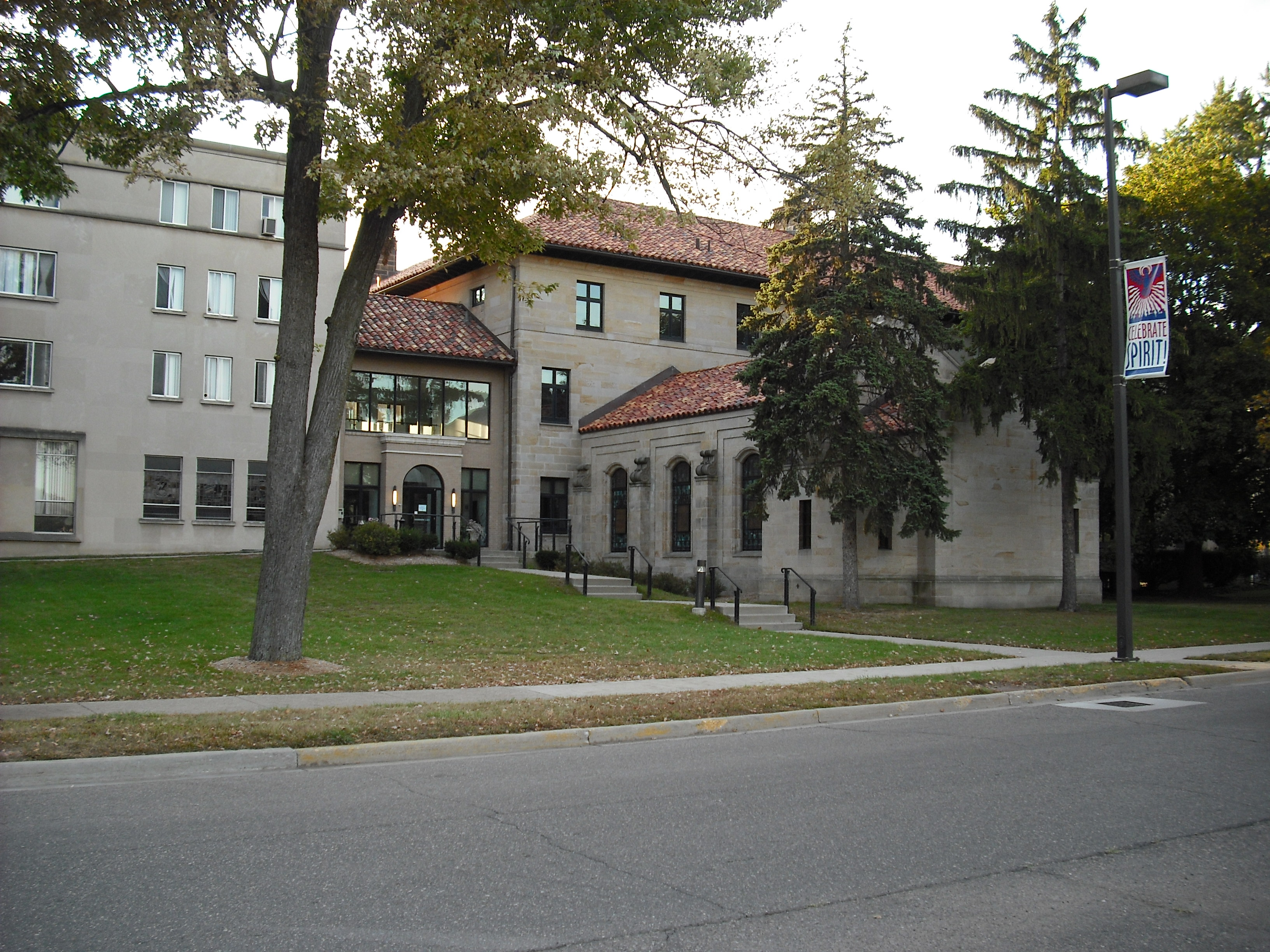
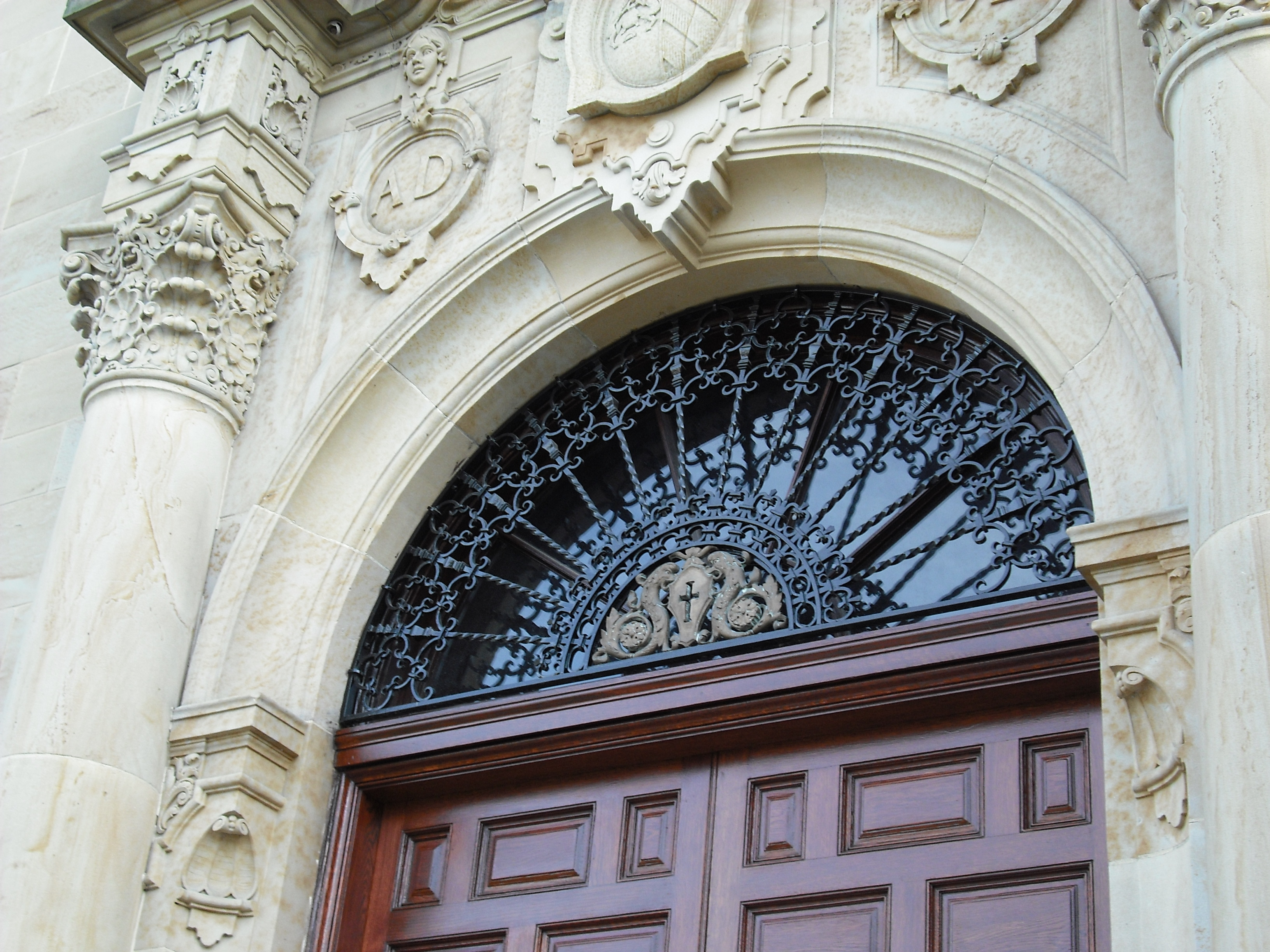
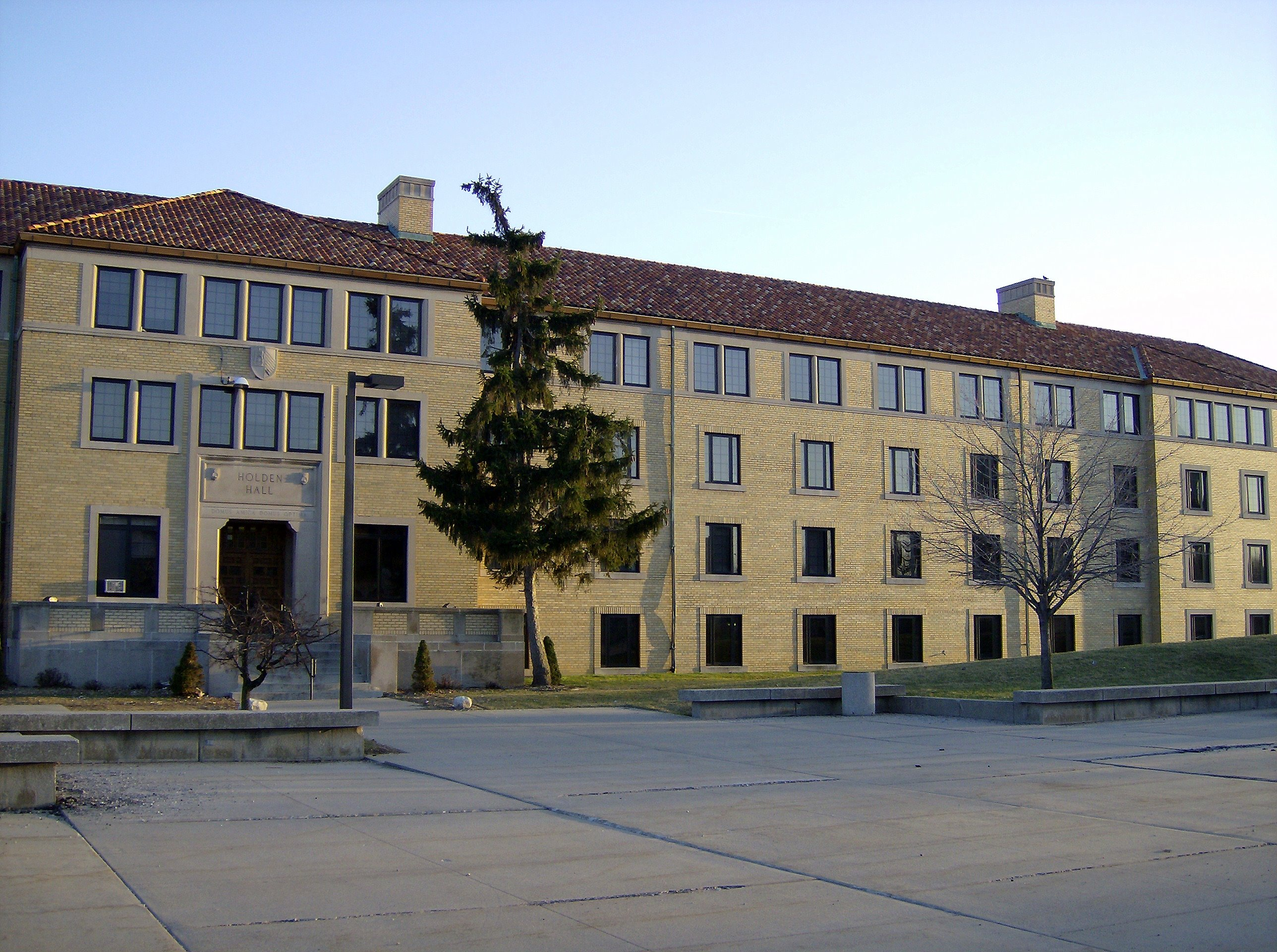
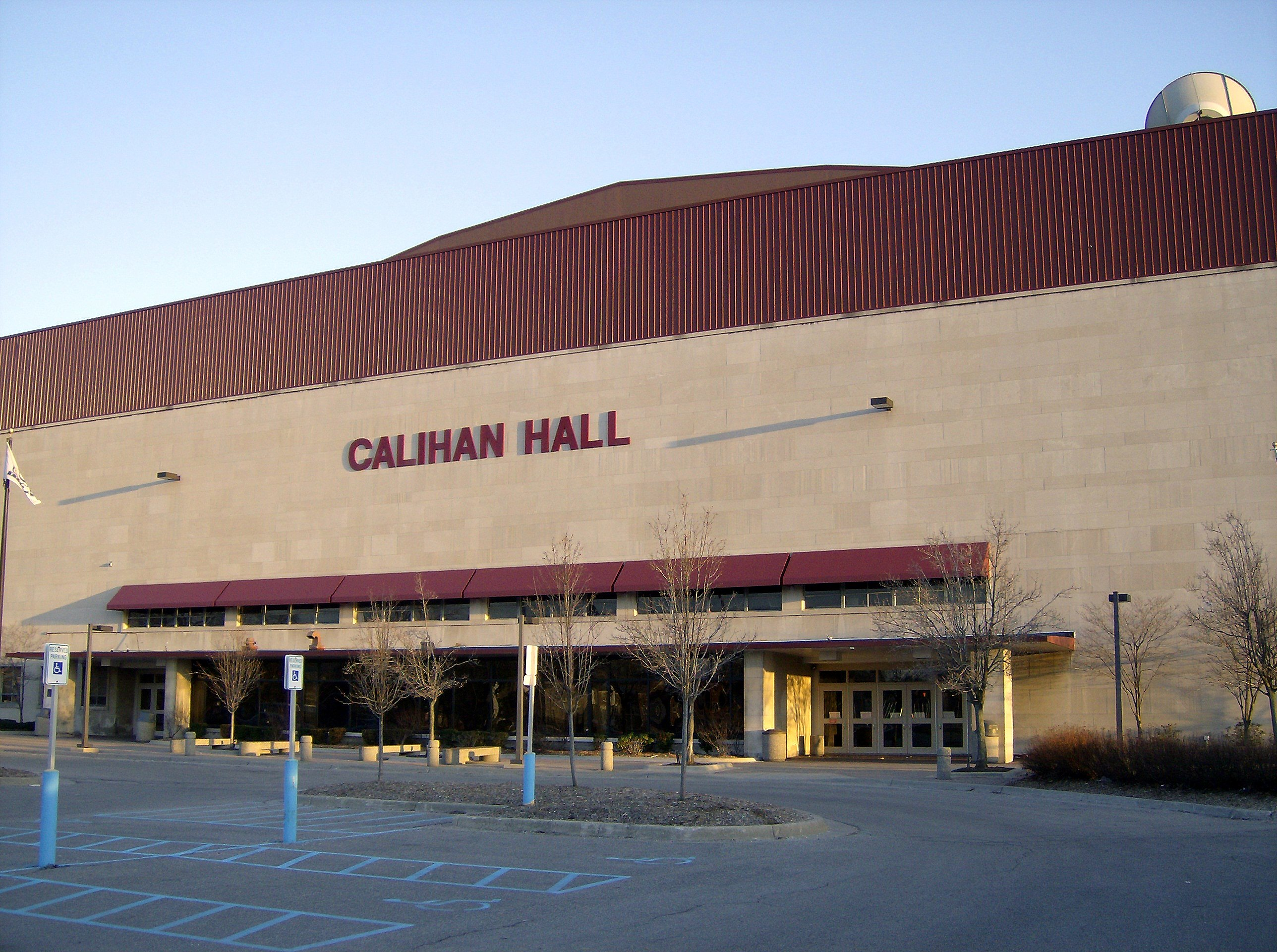
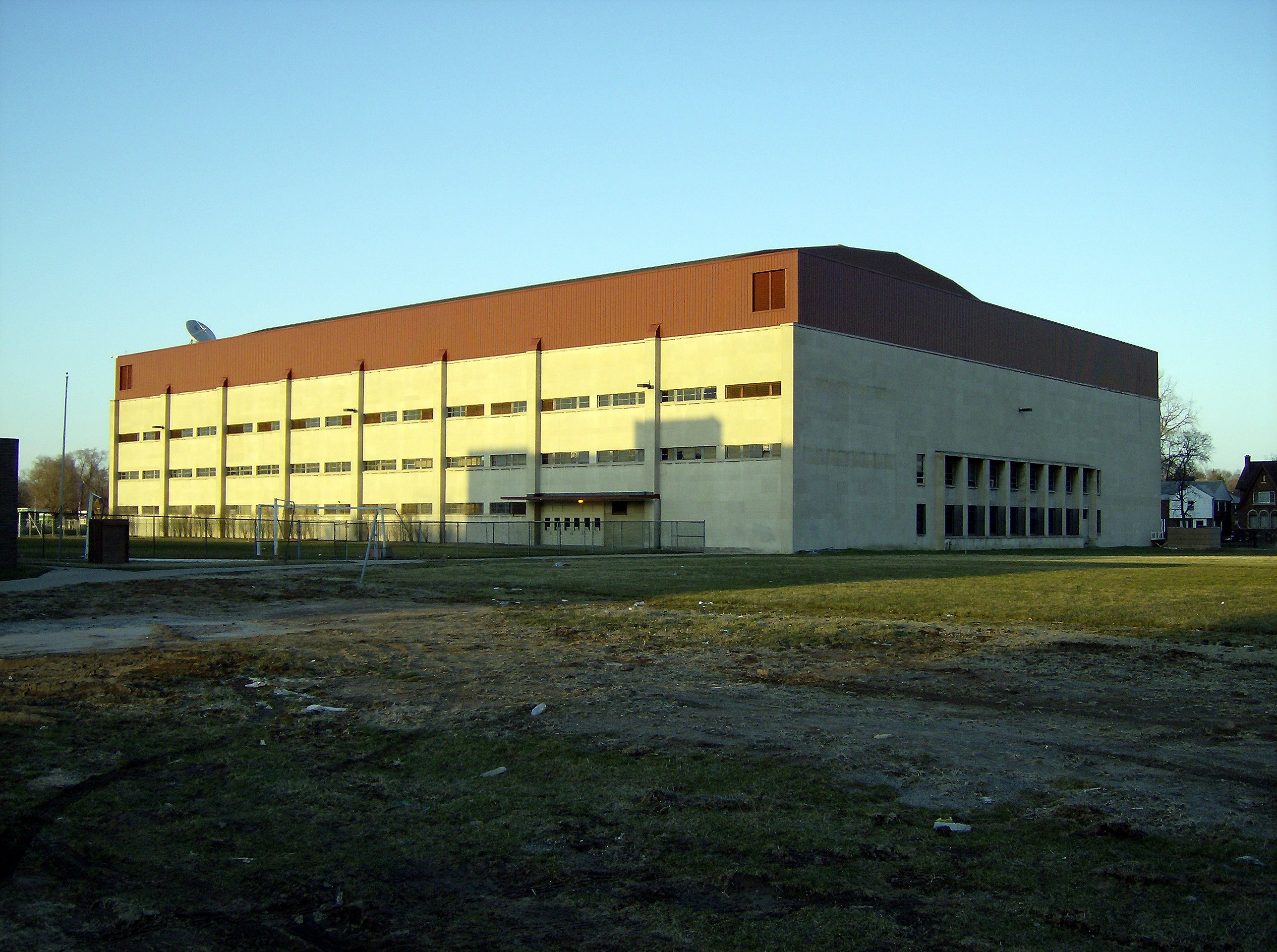